# Helmut Arntz
Helmut Arntz, född 6 juli 1912, död 31 maj 2007, var en tysk språkforskare och runolog.
Arntz blev docent i jämförande språkvetenskap i Giessen 1937. Han utgav bland annat ett flertal arbeten inom runforskningen, bland annat Handbuch der Runenkunde (1935), Bibliographie der Runenkunde (1937), Gesamtausgabe der älteren Runendenkmäler (1939), kännetecknade av rikt material men viss ojämnhet.